# Danny Jacobs
Daniel Charles "Danny" Jacobs, Jr. (n. 7 iulie 1968) este un comediant american, cunoscut pentru vocea regelui Julien din Pinguinii din Madagascar.